# Lija Athletic Football Club
Maillots
Le Lija Athletic Football Club est un club maltais de football basé à Lija, fondé en 1949.
Le club évolue à trois reprises en première division maltaise : en 1996-1997, 2001-2002 et enfin 2004-2005. À chaque fois, le club se classe bon dernier du championnat.

## Historique
- 1949 : fondation du club